# Kothakoti, Bagepalli
Kothakoti là một làng thuộc tehsil Bagepalli, huyện Chikkaballapur, bang Karnataka, Ấn Độ.